# Beloit College
Das Beloit College ist ein privates Liberal Arts College in Beloit (Wisconsin), das 1846 von sieben Friends for Education gegründet wurde und damit die älteste noch bestehende Hochschule in Wisconsin ist. Das College bietet ein grundständiges Studium (undergraduate studies) in den Freien Künsten (Liberal Arts) und Naturwissenschaften (Sciences).

## Geschichte

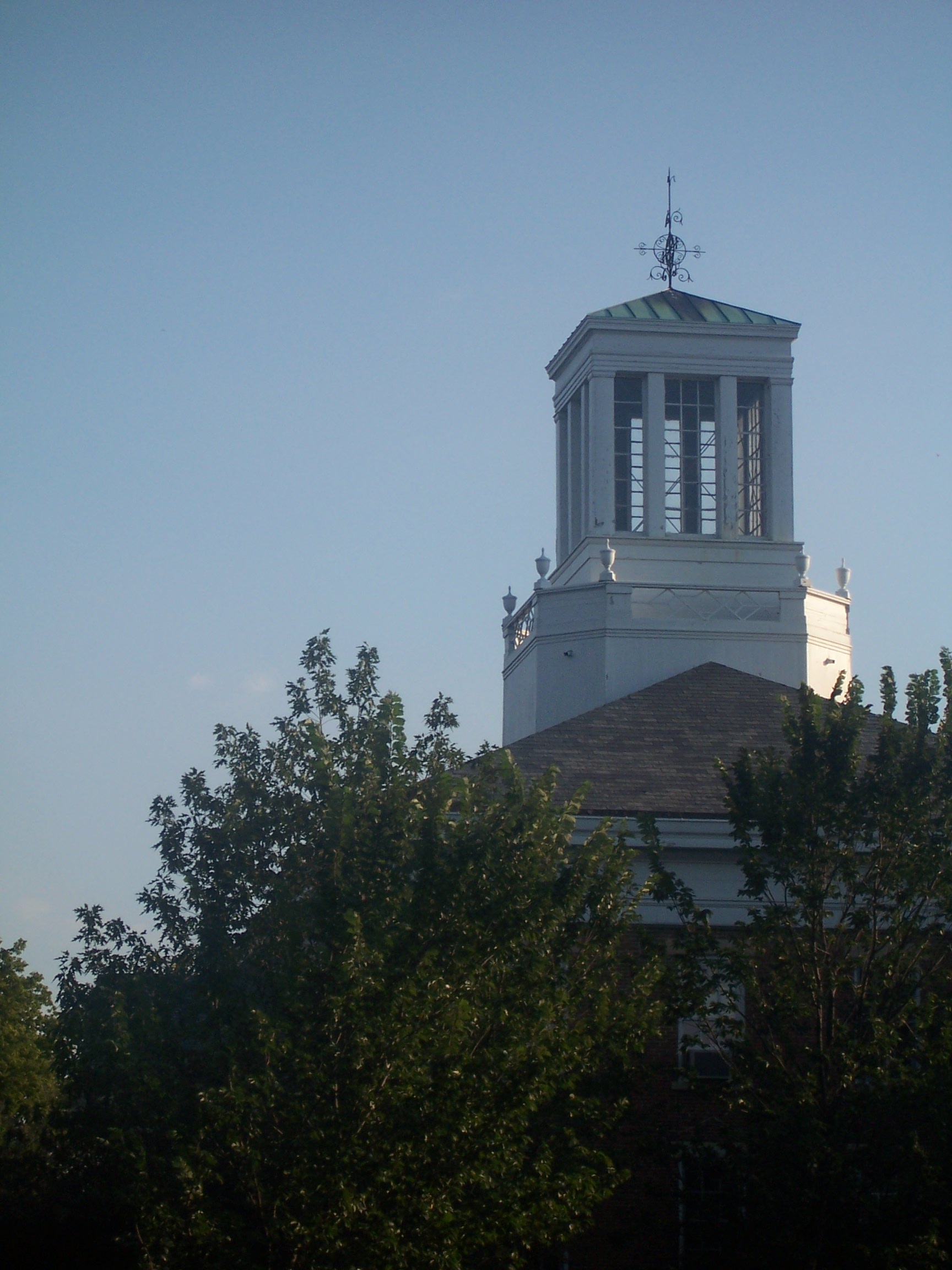
Middle College, das älteste Gebäude des Beloit College

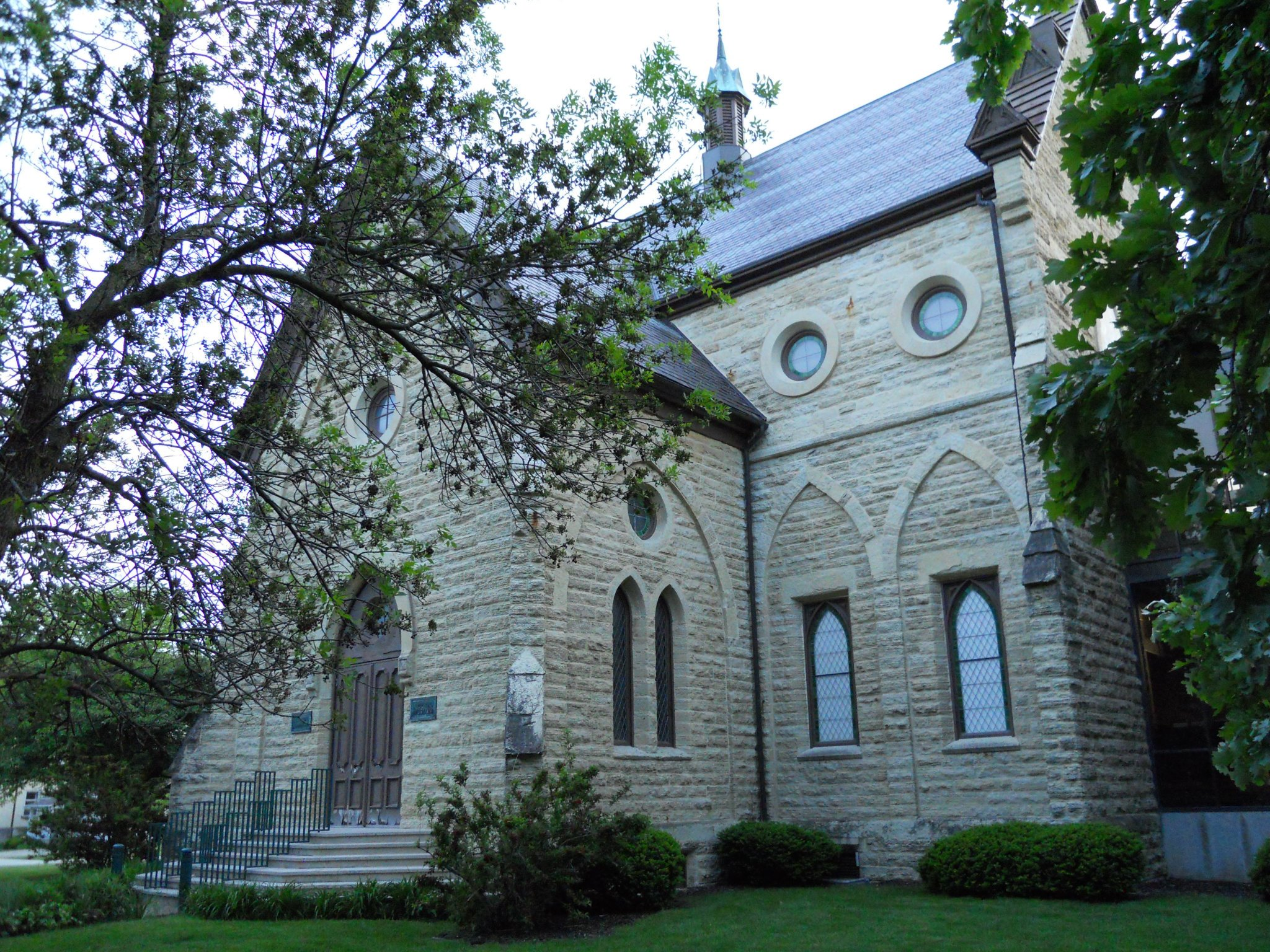
Das Logan Anthropology Museum am Beloit College

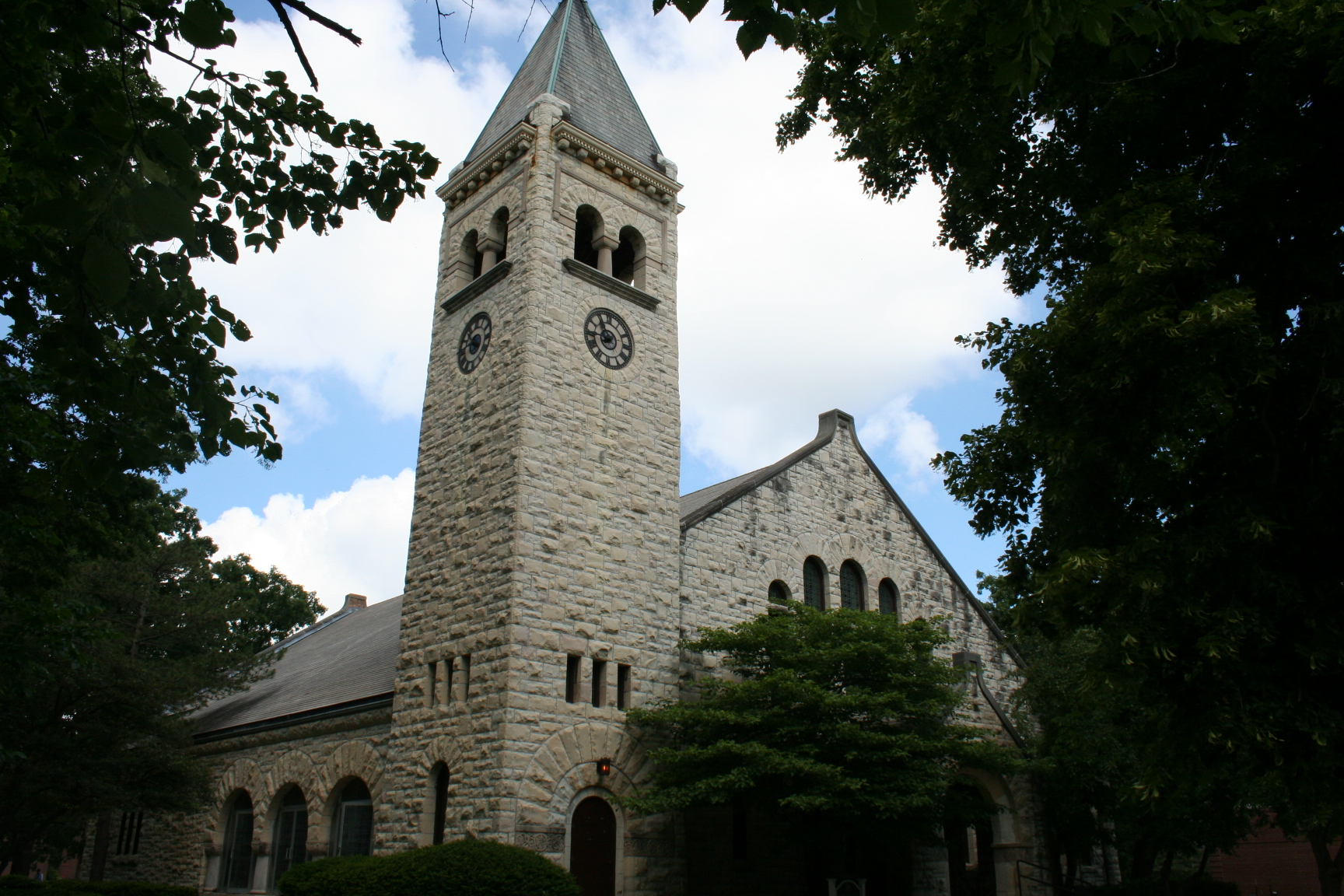
Secular Chapel

Die Initiative zur Gründung des Colleges ging von einer Gruppe von sieben Pionieren im damaligen Wisconsin-Territorium aus, die aus Neuengland kamen und sich als Friends for Education zusammenschlossen. Sie sammelten zu diesem Zweck ein Stiftungsvermögen und veranlassten die Verwaltung des Wisconsin-Territoriums dazu, die Stiftung der Hochschule offiziell zu bestätigen, was am 2. Februar 1846 geschah. Das erste Gebäude wurde 1847 errichtet; es trägt heute den Namen Middle College. Im Herbst 1847 fanden dort die ersten Vorlesungen statt. Der erste Präsident des College war ab Dezember 1849 der puritanische Priester und Yale-Absolvent Aaron Lucius Chapin (1817–1892), der das College bis 1886 leitete. Nach dem damals üblichen vierjährigen Studium (Quadriennium) zum Bachelor schloss der erste Jahrgang des Colleges im Jahr 1851 ab.
Das College hatte als private Stiftungsuniversität zwar offiziell keine konfessionelle Bindung, war aber inoffiziell ab dem 19. Jahrhundert mit der United Church of Christ verbunden.
Die älteste Sammlung des Colleges war eine Mineralien- und Pflanzensammlung, die von Studenten und Dozenten des Colleges angelegt wurde. Sie befand sich von 1849 bis 1869 im Middle College und ab 1869 im Neubau Memorial Hall. In den 1890er Jahren umfasste die Sammlung 4.000 Objekte, darunter 900 Tierpräparate. 1893 vermachte der Chicagoer Getreidehändler Frank Logan dem College eine umfangreiche Sammlung (etwa 3.000 Objekte) von archäologischen und ethnologischen Artefakten der Ureinwohner Amerikas. Logan hatte die Sammlung im Jahr zuvor für 15.000 $ erworben und war durch Vermittlung eines Bekannten 1893 auf das Beloit College aufmerksam geworden; noch im selben Jahr trat er dessen Board of Trustees bei und stiftete seine Sammlung, die am 15. Januar 1894 vom College offiziell übernommen wurde.
Mit diesen Sammlungen war der Grundstock für das Logan Museum of Anthropology geschaffen, das unter diesem Namen im frühen 20. Jahrhundert eingerichtet wurde und seitdem die geologischen, ethnologischen und archäologischen Sammlungen des Beloit College beherbergt. Um die Wende zum 20. Jahrhundert entfaltete das Beloit College eine rege Bautätigkeit. Die Memorial Hall wurde umgestaltet und 1905 zum Sitz des Logan Museum gemacht.
Die Kunstsammlung des College ging ebenfalls auf die Schenkung einer Privatperson zurück: Helen Brace Emerson vermachte 1892 dem College ihre Kunstsammlung und vermehrte sie auch in den folgenden Jahren um Neuerwerbungen. Zur Unterbringung der Kunstsammlung ließ das Beloit College zusammen mit der Stadt Beloit von 1929 bis 1930 für 139.000 $ ein Museum bauen, das nach dem Kunsthistoriker und Beloit-Professor Theodore Lyman Wright (1858–1926) benannt wurde. Das Wright Museum of Art wurde 1949 renoviert und um ein zweites Geschoss erweitert. In den 1960er Jahren kam ein Anbau hinzu. Die letzte Renovierung erfolgte 1996.
Nach dem Zweiten Weltkrieg stieg die Studentenzahl rapide an (bis über 1000), da infolge des Serviceman’s Readjustment Act von 1944 die Kriegsveteranen Unterstützung beim Hochschulstudium erhielten.
Im Jahr 1964 änderte das College die Struktur seiner Studiengänge markant: Nach dem sogenannten Beloit Plan wurde die Einteilung des Studiums in acht Semester aufgegeben zugunsten einer Einteilung in Studienjahre. Die ersten drei Studienjahre umfassten geschlossene akademische Curricula, das vierte Studienjahr war als Field Term der Praxis gewidmet. 1978 kehrte das College zur vorigen Studienstruktur zurück, behielt aber einige Elemente des Beloit Plan bei. So haben die Studiengänge einen großen Praxisanteil, etwa im Zuge von anthropologischen und geologischen Feldstudien.
Im Jahr 2010 eröffnete das Beloit College das Hendricks Center for the Arts, ein 58.000 Quadratmeter großes Gebäude mit Tanz-, Musik- und Theatereinrichtungen. Das Gebäude beherbergte früher das Postamt von Beloit und später die öffentliche Bibliothek von Beloit. Die Sanierung und Erweiterung der Anlage ist die größte Einzelspende in der Geschichte der Universität. Das Gebäude ist nach Diane Hendricks, Präsidentin von ABC Supply aus Beloit, und ihrem verstorbenen Ehemann und ehemaligen College-Treuhänder Ken Hendricks benannt.

## Studienfächer
Das College bietet ein grundständiges Studium bis zum Bachelor (Bachelor of Arts, Bachelor of Science) sowie berufsvorbereitende Kurse an. Mehr als 50 Studienfächer sind als Hauptfach (Major) wählbar, darunter Anglistik, Anthropologie, Biochemie, Biologie, Chemie, Critical Identity Studies, Geologie, Geschichte, Gesundheitswissenschaften, Informatik, Internationale Beziehungen, Klassische Philologie, Komparatistik, Kunstgeschichte, Mathematik, Medienwissenschaften, moderne Fremdsprachen (Chinesisch, Französisch, Japanisch, Spanisch), Musikwissenschaft, Pädagogik, Philosophie, Physik, Politikwissenschaft, Psychologie, Tanz, Theaterwissenschaften und Umweltwissenschaften und Wirtschaftswissenschaft.
Praxisbezug und Berufserfahrungen werden vom College ausdrücklich unterstützt und bilden einen markanten Anteil in dessen akademischem Profil. Das College hat zu diesem Zweck eine Reihe von Partnerschaften, Stipendien und Veranstaltungen eingerichtet.

## Zahlen zu den Studierenden und den Dozenten
Im Herbst 2020 waren 978 Studierende am Beloit College eingeschrieben, die alle ihren ersten Studienabschluss anstrebten und die damit undergraduates waren. Von diesen waren 54 % weiblich und 45 % männlich; 2 % bezeichneten sich als asiatisch, 9 % als schwarz/afroamerikanisch, 17 % als Hispanic/Latino und 49 % als weiß. Es lehrten 106 Dozenten am Beloit College, davon 87 in Vollzeit und 19 in Teilzeit.
Im Jahr 2015 waren 1.208 Studierende eingeschrieben, die aus 46 US-Bundesstaaten und 40 anderen Ländern kamen. Die meisten Studenten (26 %) kamen aus Illinois, 17 % aus Wisconsin, 15 % aus anderen Staaten des Mittleren Westens. 10 % der Studierenden waren ausländische Staatsbürger. Von den 110 fest angestellten Dozenten hatten 95 % einen Doktorgrad beziehungsweise den höchsten akademischen Grad ihres jeweiligen Faches. Das Betreuungsverhältnis (Studenten zu Dozenten) lag bei 11:1. Die Kurse waren durchschnittlich mit 15 Teilnehmern belegt; etwa ein Drittel der Kurse hatte weniger als zehn Teilnehmer.

## Persönlichkeiten

### Alumni
- Matthew Aid (1958–2018), Militärhistoriker und Autor
- Roy Chapman Andrews (1884–1960), Forschungsreisender und Paläontologe
- James Arness (1923–2011), Schauspieler
- Charles Waldron Buckley (1835–1906), Pfarrer und Politiker
- Edward R. Burke (1880–1968), Politiker
- Lucien B. Caswell (1827–1919), Politiker
- Adolph Dubs (1920–1979), Diplomat
- Jacob Falconer (1869–1928), Politiker
- Charles N. Fowler (1852–1932), Politiker
- George Lincoln Hendrickson (1865–1963), Klassischer Philologe
- Robert G. Houdek (1940–2010), Diplomat
- Jan Heller Levi (* 1954), Lyrikerin
- William H. McMaster (1877–1968), Politiker
- Kerwin Mathews (1926–2007), Filmschauspieler
- Suzanna W. Miles (1922–1966), Anthropologin und Archäologin
- Jameson Parker (* 1947), Filmschauspieler
- John Pasquin (* 1944), Fernseh- und Filmregisseur
- Richard F. Pettigrew (1848–1926), Politiker
- Morton Rhue (* 1950), Autor
- Frank M. Robinson (1926–2014), Schriftsteller
- Amy Sillman (* 1955), Malerin
- Luke Somers (1981–2014), Fotojournalist
- John Strange (1852–1923), Politiker
- Matt Tolmach (* 1964), Filmproduzent
- William Vandivert (1912–1989), Fotograf
- Adoniram J. Warner (1834–1910), Politiker
- W. Willard Wirtz (1912–2010), Politiker
- Amy Wright (* 1950), Schauspielerin

### Dozenten
- Thomas Chrowder Chamberlin (1843–1928), Geologe, Professor 1873–1882
- George Ellery Hale (1868–1938), Astronom, Professor 1891–1893
- Ursula K. Le Guin (1929–2018), Englisch, Gastprofessor 1991–1992
- Lewis L. Lorwin (1883–1970), Ökonom und Soziologe, Professor 1920–1925
- Henry Bradford Nason (1835–1895), Chemiker und Geologe, Professor 1858–1866
- John Ostrom (1928–2005), Geologe, Professor 1960–1965
- Theodore Lyman Wright (1858–1926), Klassischer Philologe und Kunsthistoriker, Professor 1888–1926

### Präsidenten des Colleges
Präsidenten des Colleges waren bisher:
1. Aaron Lucius Chapin, 1849–1886
2. Edward Dwight Eaton, 1886–1917
3. Melvin Amos Brannon, 1917–1923
4. Irving Maurer, 1924–1942
5. Carey Croneis, 1944–1954
6. Miller Upton, 1954–1975
7. Martha Peterson, 1975–1981
8. Roger Hull, 1981–1990
9. Victor E. Ferrall, 1991–2000
10. John E. Burris, 2000–2008
11. Scott Bierman, 2009–2023
12. Eric Boynton, 2023–